# Ivan Perišić
Ivan Perišić (ur. 2 lutego 1989 w Splicie) – chorwacki piłkarz, występujący na pozycji pomocnika w holenderskim klubie PSV Eindhoven oraz w reprezentacji Chorwacji. Wicemistrz Świata 2018 i brązowy medalista Mistrzostw Świata 2022. Uczestnik Mistrzostw Europy 2012, 2016, 2020, Mistrzostw Świata 2014, 2018 i 2022. Zdobywca Ligi Mistrzów UEFA z Bayernem Monachium w sezonie 2019/2020.

## Kariera klubowa
Karierę piłkarską rozpoczął jako junior w Hajduku Split. W 2006 odszedł do juniorskiego zespołu francuskiego FC Sochaux-Montbéliard. Na początku 2007 został włączony do jego rezerw, w których spędził 2 kolejne lata.
W styczniu 2009 został wypożyczony do belgijskiego KSV Roeselare. W Eerste klasse zadebiutował 17 stycznia 2009 w przegranym 1:2 pojedynku z KV Kortrijk. 24 stycznia 2009 w wygranym 3:1 spotkaniu z Royal Charleroi strzelił swojego pierwszego gola w Eerste klasse. Na wypożyczeniu w Roeselare grał przez pół roku.
26 sierpnia 2009 piłkarz podpisał trzyletni kontrakt z Club Brugge. Do klubu z Belgii przeszedł za 250 tys. euro. Zadebiutował 13 września 2009 w zremisowanym 1:1 meczu z KRC Genk, w którym zdobył bramkę.
23 maja 2011 potwierdził na łamach prasy, że podpisał 5-letni kontrakt z Borussią Dortmund. Zawodnik został kupiony za najprawdopodobniej 5 milionów €. Swój pierwszy mecz zagrał w wygranym 3:1 meczu przeciwko Hamburger SV, zmieniając w 76. minucie Chrisa Löwe.
6 stycznia 2013 Perišić został kupiony za 8 mln euro przez VfL Wolfsburg.
Pod koniec sierpnia 2015 Perišić został zawodnikiem Interu Mediolan.
13 sierpnia Bayern Monachium ogłosił roczne wypożyczenie zawodnika. Niemiecki klub ma zapłacić za wypożyczenie 5 milionów euro, z opcją pierwokupu za 20 milionów euro. 31 maja 2022 przeszedł na zasadzie wolnego transferu do Tottenhamu Hotspur.

## Kariera reprezentacyjna
W reprezentacji Chorwacji zadebiutował 29 marca 2011 w zremisowanym 0:0 towarzyskim meczu z Francją. Wcześniej grał też w kadrach U-17, U-19 oraz U-21. Był uczestnikiem Mistrzostw Świata 2014 oraz Mistrzostw Europy 2016. Strzelił bramkę w przegranym przez Chorwatów z Francją 2:4 finale MŚ 2018. 9 listopada 2022 został powołany do ścisłego składu Chorwacji na Mistrzostwa Świata 2022. Na turnieju trzykrotnie asystował – dwukrotnie w wygranym 4:1 w fazie grupowej z Kanadą i raz wygranym 2:1 w meczu o trzecie miejsce z Marokiem i strzelił jedynego gola na tym turnieju, wyrównując w meczu 1/8 finału 1:1 w karnych 3:1 z Japonią. W ten sposób poprawił swój rekord chorwackiego zawodnika z największą liczbą bramek zdobytych w głównych turniejach (18), a także wyprzedził Davora Šukera jako chorwacki zawodnik z największą liczbą bramek strzelonych w głównych turniejach (10).

## Statystyki klubowe
(aktualne na 19 lutego 2023)
| Klub                    | Sezon              | Liga               | Liga  | Liga | Puchar kraju | Puchar kraju | Puchar ligi | Puchar ligi | Europa | Europa | Inne  | Inne | Ogólnie | Ogólnie |
| Klub                    | Sezon              | Liga               | Mecze | Gole | Mecze        | Gole         | Mecze       | Gole        | Mecze  | Gole   | Mecze | Gole | Mecze   | Gole    |
| ----------------------- | ------------------ | ------------------ | ----- | ---- | ------------ | ------------ | ----------- | ----------- | ------ | ------ | ----- | ---- | ------- | ------- |
| KSV Roeselare (wyp.)    | 2008/09            | Belgian Pro League | 18    | 5    | 2            | 3            | –           | –           | –      | –      | 0     | 0    | 20      | 8       |
| Club Brugge             | 2009/10            | Belgian Pro League | 33    | 9    | 2            | 0            | –           | –           | 8      | 4      | –     | –    | 43      | 13      |
| Club Brugge             | 2010/11            | Belgian Pro League | 37    | 22   | 1            | 0            | –           | –           | 8      | 0      | –     | –    | 46      | 22      |
| Club Brugge             | Ogólnie            | Ogólnie            | 70    | 31   | 3            | 0            | 0           | 0           | 16     | 4      | 0     | 0    | 89      | 35      |
| Borussia Dortmund       | 2011/12            | Bundesliga         | 28    | 7    | 6            | 1            | –           | –           | 6      | 1      | 1     | 0    | 41      | 9       |
| Borussia Dortmund       | 2012/13            | Bundesliga         | 14    | 2    | 3            | 1            | –           | –           | 5      | 0      | 1     | 0    | 23      | 3       |
| Borussia Dortmund       | Ogólnie            | Ogólnie            | 42    | 9    | 9            | 2            | 0           | 0           | 11     | 1      | 2     | 0    | 64      | 12      |
| VfL Wolfsburg           | 2012/13            | Bundesliga         | 11    | 2    | 0            | 0            | –           | –           | –      | –      | –     | –    | 11      | 2       |
| VfL Wolfsburg           | 2013/14            | Bundesliga         | 33    | 10   | 5            | 1            | –           | –           | –      | –      | –     | –    | 38      | 11      |
| VfL Wolfsburg           | 2014/15            | Bundesliga         | 24    | 5    | 2            | 1            | –           | –           | 9      | 1      | –     | –    | 35      | 7       |
| VfL Wolfsburg           | 2015/16            | Bundesliga         | 2     | 1    | 1            | 0            | –           | –           | –      | –      | 1     | 0    | 4       | 1       |
| VfL Wolfsburg           | Ogólnie            | Ogólnie            | 70    | 18   | 8            | 2            | 0           | 0           | 9      | 1      | 1     | 0    | 88      | 21      |
| Inter Mediolan          | 2015/16            | Serie A            | 34    | 7    | 3            | 2            | –           | –           | –      | –      | –     | –    | 37      | 9       |
| Inter Mediolan          | 2016/17            | Serie A            | 36    | 11   | 1            | 0            | –           | –           | 5      | 0      | –     | –    | 42      | 11      |
| Inter Mediolan          | 2017/18            | Serie A            | 37    | 11   | 2            | 0            | –           | –           | –      | –      | –     | –    | 39      | 11      |
| Inter Mediolan          | 2018/19            | Serie A            | 34    | 8    | 1            | 0            | –           | –           | 10     | 1      | –     | –    | 45      | 9       |
| Inter Mediolan          | 2020/21            | Serie A            | 32    | 4    | 4            | 0            | –           | –           | 6      | 1      | –     | –    | 42      | 5       |
| Inter Mediolan          | 2021/22            | Serie A            | 35    | 8    | 5            | 2            | –           | –           | 8      | 0      | 1     | 0    | 49      | 10      |
| Inter Mediolan          | Ogólnie            | Ogólnie            | 208   | 49   | 16           | 4            | 0           | 0           | 29     | 2      | 1     | 0    | 254     | 55      |
| Bayern Monachium (wyp.) | 2019/20            | Bundesliga         | 22    | 4    | 3            | 1            | –           | –           | 10     | 3      | –     | –    | 35      | 8       |
| Tottenham Hotspur       | 2022/23            | Premier League     | 24    | 0    | 1            | 0            | 1           | 0           | 6      | 0      | –     | –    | 32      | 0       |
| Ogólnie w karierze      | Ogólnie w karierze | Ogólnie w karierze | 454   | 116  | 41           | 12           | 1           | 0           | 81     | 11     | 4     | 0    | 581     | 139     |

## Sukcesy

### Borussia Dortmund
- Mistrzostwo Niemiec: 2011/2012
- Puchar Niemiec: 2011/2012

### VfL Wolfsburg
- Puchar Niemiec: 2014/2015

### Bayern Monachium
- Liga Mistrzów UEFA: 2019/2020
- Mistrzostwo Niemiec: 2019/2020
- Puchar Niemiec: 2019/2020

### Inter Mediolan
- Mistrzostwo Włoch: 2020/2021
- Superpuchar Włoch: 2021

### Chorwacja
Mistrzostwa świata
- Wicemistrzostwo: 2018
- 3. miejsce: 2022

### Indywidualne
- Król strzelców Eerste klasse: 2010/2011 (22 gole)

## Odznaczenia
- Order Księcia Branimira (2018)[8]